# 奥洛龙-圣玛丽
奥洛龙-圣玛丽（法語：Oloron-Sainte-Marie，法語發音：[ɔlɔʁɔ̃ sɛ̃t maʁi] ⓘ），法国西南部城市，新阿基坦大区大西洋比利牛斯省的一个市镇，同时也是该省的一个副省会，下辖奥洛龙-圣玛丽区，其市镇面积为68.31平方公里，2022年1月1日时人口数量为10,658人，在法国城市中排名第940位。
奥洛龙-圣玛丽位于大西洋比利牛斯省东部，比利牛斯山西北侧的一处山谷内，阿斯普河与奥索河交汇处，是一个区域性的中心城市，通过国道及铁路连接省会波城。法国政治家路易·巴尔杜出生于奥洛龙-圣玛丽。

## 地名来源
“奥洛龙”一名来源于阿基坦语单词“iluro”，意为“水边的城市”，该名称可能与当地两河交汇的自然景观有关。奥洛龙河亦以其命名。
奥洛龙-圣玛丽所处区域历史上通行加斯科涅语贝阿恩方言，“Oloron-Sainte-Marie”对应的贝阿恩拼写形式为“Auloron-Senta-Maria”或“Aulouroû-Sénte-Marie”。

## 历史

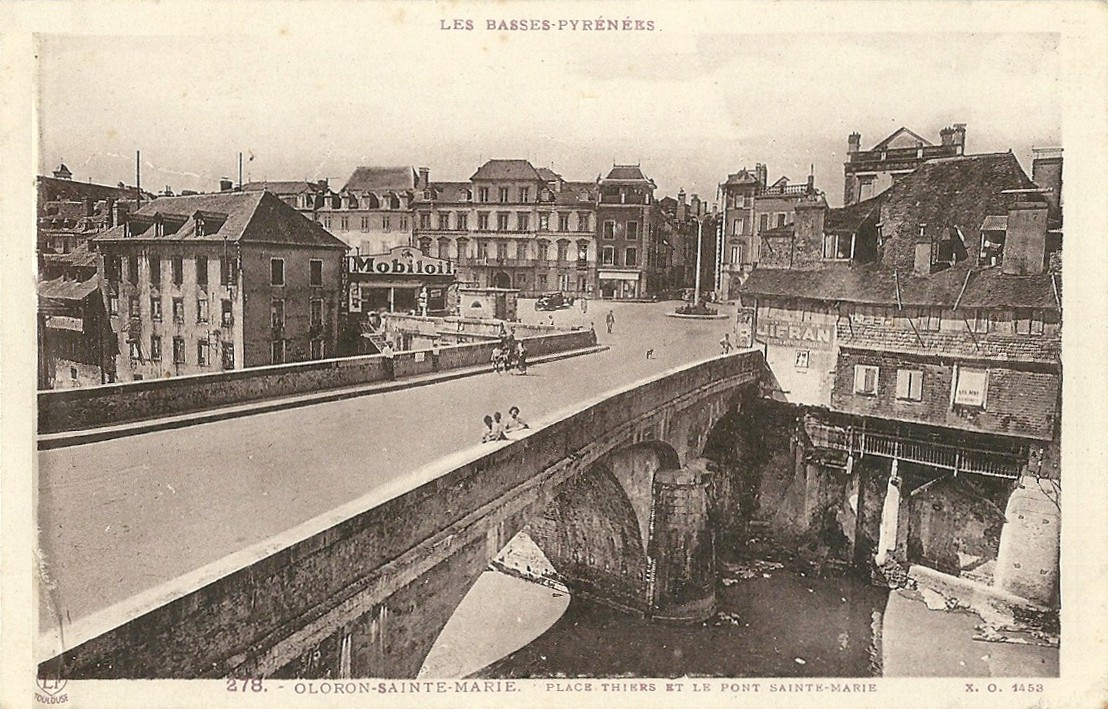
20世纪初的奥洛龙-圣玛丽

奥洛龙-圣玛丽成立于1858年，由奥洛龙和圣玛丽-莱居尼翁两个市镇合并而成，其中圣玛丽-莱居尼翁于1841年由圣玛丽与莱居尼翁合并而成。
奥洛龙最初在西罗马帝国的官方文献中被提及，其附近的聚落被称为“伊鲁赖”，后者是纳博讷高卢“九族联盟”之一。中世纪中期，奥洛龙领主获得子爵头衔，其镇中心出现了一处十字教堂。1058年，拉沃当主教艾蒂安在此修建了一处祷告室，后于12世纪得以扩建。横跨奥洛龙河的桥梁于13世纪建成，途径奥洛龙并纵贯比利牛斯山的道路于18世纪中期完全开辟。奥洛龙在宗教战争期间遭到严重破坏，后在当地主教的支持下得以恢复。法国大革命后，奥洛龙成为下比利牛斯省的一个市镇，并在1793至1801年间为该省的一个地区行署，后成为副省会。1806年之前，法热特和索埃什两个市镇整体并入奥洛龙。工业革命时期，随着铁路的建成，当地人口数量略有增加。
圣玛丽和莱居尼翁历史上均长期为贝阿恩的普通村落，法国大革命后分别设立为独立市镇。

## 地理

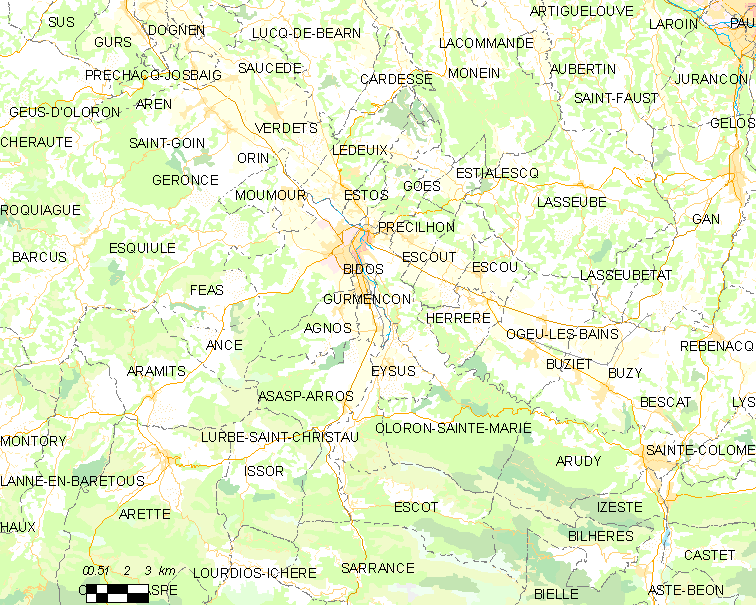
奥洛龙-圣玛丽市镇范围地图

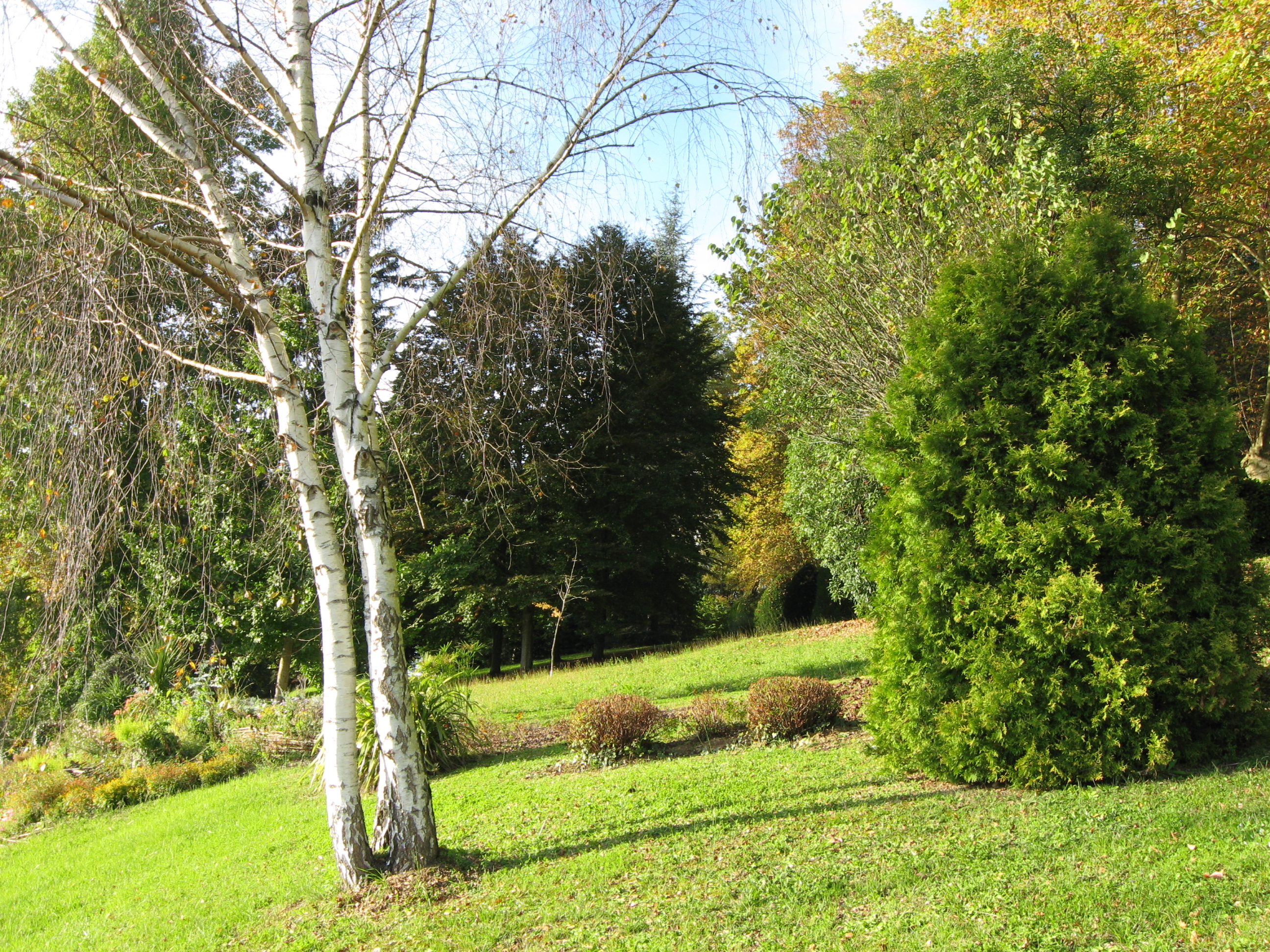
奥洛龙-圣玛丽的一处绿地公园

奥洛龙-圣玛丽位于法国西南部，新阿基坦大区南部和大西洋比利牛斯省东部，距离省会波城大约32公里。与奥洛龙-圣玛丽接壤的市镇包括：阿尼奥斯、昂斯-费阿斯、阿吕迪、比多斯、比济耶、卡尔代斯、埃斯库特、埃斯基乌勒、埃斯托斯、埃叙斯、戈埃斯、居尔芒松、埃雷尔、勒德什、吕尔布-圣克里斯托、莫南、穆穆尔、奥热莱班、普雷西永、比耶尔、昂斯、费阿斯。

### 地形
奥洛龙-圣玛丽位于比利牛斯山西北部，境内以平原及山地为主，市镇中心位于一处地势相对平坦的河谷附近，市镇范围东南部为山地，全境海拔在194到1,380米之间。

### 水文
阿斯普河与奥索河在奥洛龙-圣玛丽市区交汇，汇流后的河段被称为“奥洛龙河”，属于阿杜尔河水系。另有米耶勒河（Mielle）自南向北流经市区西部。

### 植被
奥洛龙-圣玛丽属于温带阔叶混交林区，市镇中心的公共花园（Jardin public）是当地主要的城市绿地，林地则广泛分布于河流附近及山地地区。
在鲜花城市的评比中，奥洛龙-圣玛丽被评为3星级鲜花城市。

### 气候
奥洛龙-圣玛丽在柯本气候分类法中属于温带海洋性气候，因其纬度相对偏低，且受到比利牛斯山焚风的影响，故当地气候又有一定的亚热带特征。
奥洛龙-圣玛丽境内设有气象站，以下为该气象站的数据（其中日照数据取自于赞）：
| 奥洛龙-圣玛丽1981年－2019年 | 奥洛龙-圣玛丽1981年－2019年 | 奥洛龙-圣玛丽1981年－2019年 | 奥洛龙-圣玛丽1981年－2019年 | 奥洛龙-圣玛丽1981年－2019年 | 奥洛龙-圣玛丽1981年－2019年 | 奥洛龙-圣玛丽1981年－2019年 | 奥洛龙-圣玛丽1981年－2019年 | 奥洛龙-圣玛丽1981年－2019年 | 奥洛龙-圣玛丽1981年－2019年 | 奥洛龙-圣玛丽1981年－2019年 | 奥洛龙-圣玛丽1981年－2019年 | 奥洛龙-圣玛丽1981年－2019年 | 奥洛龙-圣玛丽1981年－2019年 |
| 月份                        | 1月                         | 2月                         | 3月                         | 4月                         | 5月                         | 6月                         | 7月                         | 8月                         | 9月                         | 10月                        | 11月                        | 12月                        | 全年                        |
| --------------------------- | --------------------------- | --------------------------- | --------------------------- | --------------------------- | --------------------------- | --------------------------- | --------------------------- | --------------------------- | --------------------------- | --------------------------- | --------------------------- | --------------------------- | --------------------------- |
| 历史最高温 °C（°F）         | 26 (79)                     | 27.8 (82.0)                 | 29.6 (85.3)                 | 32.2 (90.0)                 | 35.8 (96.4)                 | 38.4 (101.1)                | 39.5 (103.1)                | 40.6 (105.1)                | 38 (100)                    | 34.5 (94.1)                 | 27 (81)                     | 27 (81)                     | 40.6 (105.1)                |
| 平均高温 °C（°F）           | 11.9 (53.4)                 | 13 (55)                     | 15.7 (60.3)                 | 17.3 (63.1)                 | 20.9 (69.6)                 | 24 (75)                     | 26.1 (79.0)                 | 26.3 (79.3)                 | 24.1 (75.4)                 | 20.4 (68.7)                 | 15.2 (59.4)                 | 12.5 (54.5)                 | 19 (66)                     |
| 日均气温 °C（°F）           | 6.9 (44.4)                  | 7.6 (45.7)                  | 10 (50)                     | 11.7 (53.1)                 | 15.4 (59.7)                 | 18.5 (65.3)                 | 20.6 (69.1)                 | 20.7 (69.3)                 | 18.2 (64.8)                 | 14.8 (58.6)                 | 10.1 (50.2)                 | 7.6 (45.7)                  | 13.5 (56.3)                 |
| 平均低温 °C（°F）           | 1.9 (35.4)                  | 2.2 (36.0)                  | 4.4 (39.9)                  | 6.1 (43.0)                  | 9.9 (49.8)                  | 13.1 (55.6)                 | 15.2 (59.4)                 | 15.1 (59.2)                 | 12.3 (54.1)                 | 9.3 (48.7)                  | 5 (41)                      | 2.7 (36.9)                  | 8.1 (46.6)                  |
| 历史最低温 °C（°F）         | −16 (3)                     | −11.3 (11.7)                | −9.2 (15.4)                 | −2.5 (27.5)                 | 0.8 (33.4)                  | 2.6 (36.7)                  | 7.3 (45.1)                  | 4.9 (40.8)                  | 2.3 (36.1)                  | −2.5 (27.5)                 | −9.3 (15.3)                 | −10.1 (13.8)                | −16 (3)                     |
| 平均降水量 mm（）           | 122.6 (4.83)                | 103.3 (4.07)                | 106.7 (4.20)                | 138 (5.4)                   | 123.7 (4.87)                | 101.6 (4.00)                | 82.3 (3.24)                 | 93.1 (3.67)                 | 96.6 (3.80)                 | 117.7 (4.63)                | 137.4 (5.41)                | 118.2 (4.65)                | 1,341.2 (52.80)             |
| 月均日照時數                | 104.8                       | 121.1                       | 164.6                       | 165.6                       | 185.8                       | 195.7                       | 207.8                       | 203.7                       | 183.8                       | 143.9                       | 104.6                       | 95.9                        | 1,877.2                     |
| 来源：infoclimat.fr         |                             |                             |                             |                             |                             |                             |                             |                             |                             |                             |                             |                             |                             |

## 行政区划
奥洛龙-圣玛丽是法国新阿基坦大区大西洋比利牛斯省的一个市镇，编号为64422，它也是大西洋比利牛斯省的一个副省会。奥洛龙-圣玛丽下辖奥洛龙-圣玛丽区，隶属于大西洋比利牛斯省第四选区，管理奥洛龙-圣玛丽第一县和第二县，同时也是上贝阿恩市镇公共社区的办公驻地。
奥洛龙-圣玛丽市镇被划为9个街区，实行街区自治制度（comités de quartiers）。
法国国家统计与经济研究所（简称）在进行数据统计时，将奥洛龙-圣玛丽及相邻的另外8个市镇设为奥洛龙-圣玛丽城市核心区，并将包括核心区在内的周边共27个市镇划为奥洛龙-圣玛丽城市区。自2020年起，奥洛龙-圣玛丽城市区被包含44个市镇的奥洛龙-圣玛丽城市辐射区代替。此外，还将奥洛龙-圣玛丽市镇分为了5个“块区”（IRIS），以便于统计人口分布情况。

## 交通

### 公路
法国国道N134线和多条大西洋比利牛斯省省道在奥洛龙-圣玛丽境内交汇，新阿基坦大区下属的城际客运提供巴士线路，可前往周边部分市镇。
| 10 | 42 |

| 波城 | 32 |

| 奥尔泰兹 | 44 |

| 纳瓦朗克斯 | 23 |

2018年，67.4%的奥洛龙-圣玛丽家庭拥有至少一辆私人汽车。2019年，奥洛龙-圣玛丽境内共发生各类交通事故5起，造成5人受伤。

### 铁路

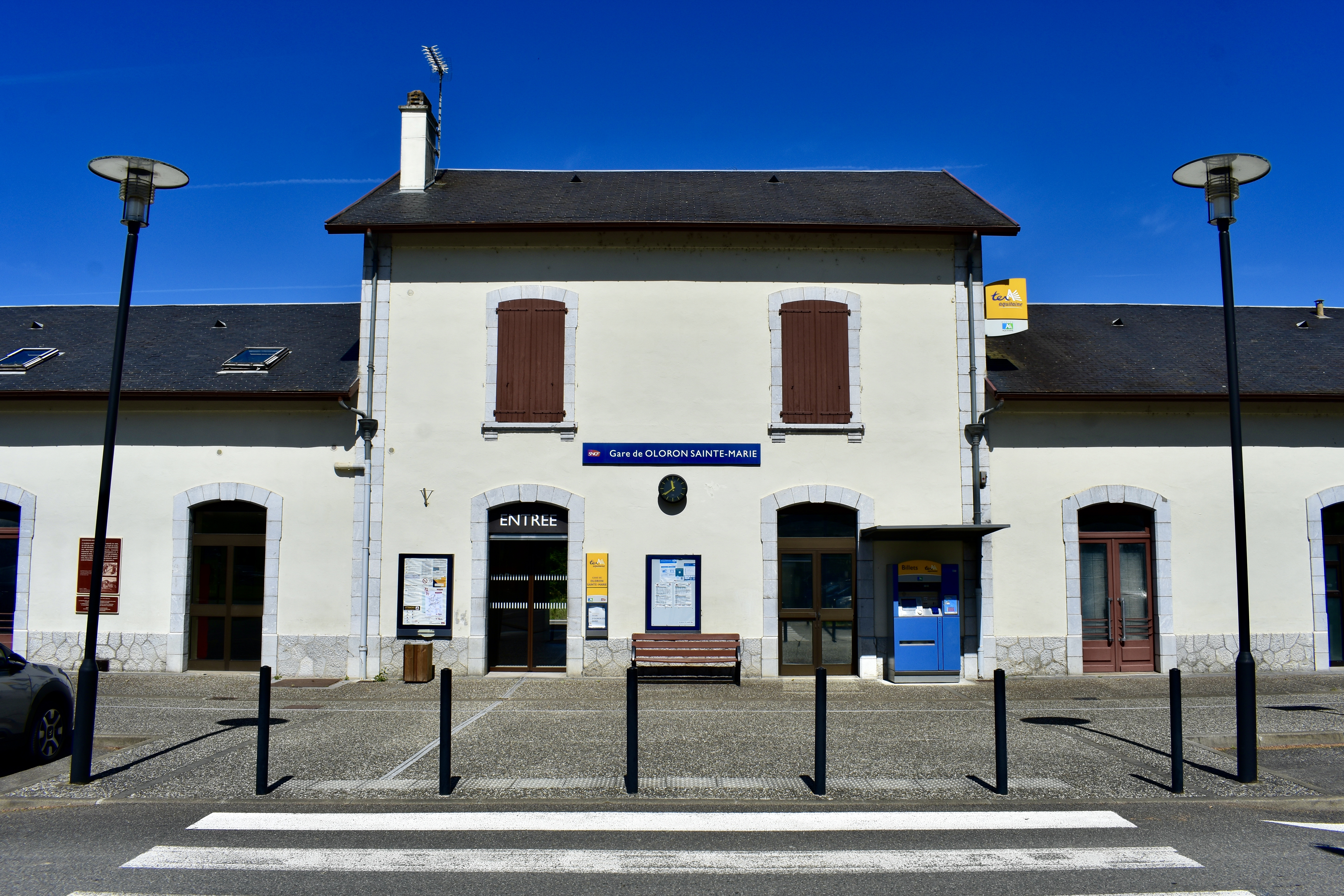
奥洛龙-圣玛丽火车站

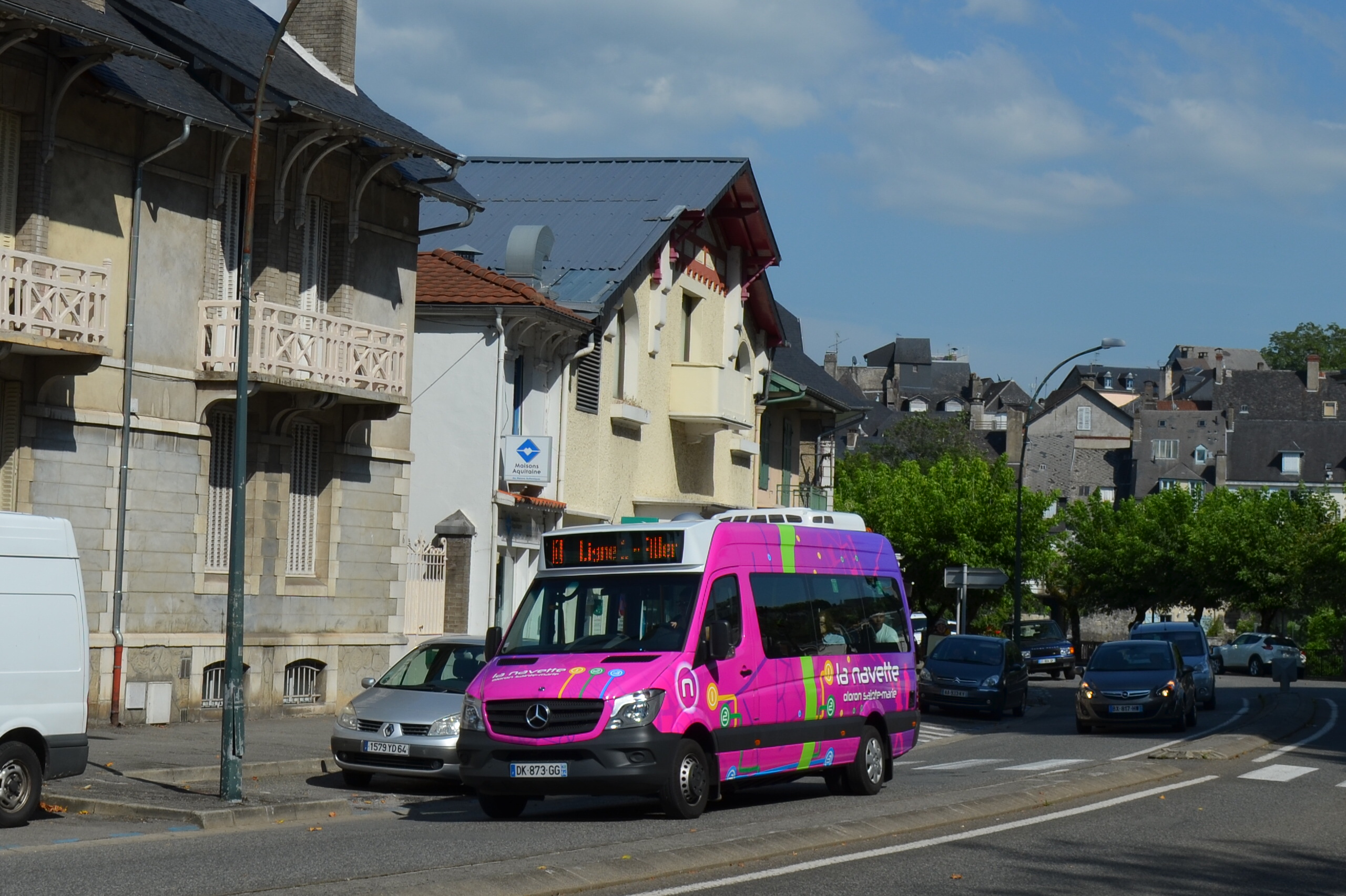
奥洛龙-圣玛丽街头的公共汽车

奥洛龙-圣玛丽位于波城－坎弗兰克铁路上。奥洛龙-圣玛丽站位于市区西部，停靠往返于波城和伯杜斯一线的区域列车。

### 航空
距离奥洛龙-圣玛丽最近的民用航空站为波城机场，距离奥洛龙-圣玛丽市中心的公路里程约39公里。

### 城市公共交通
奥洛龙-圣玛丽城市公共交通（商业名称为）是当地的城市公共交通系统。截至2022年4月，该系统共包括三条公交线路，路网覆盖了奥洛龙-圣玛丽市区内的主要街道和居民区。

## 政治

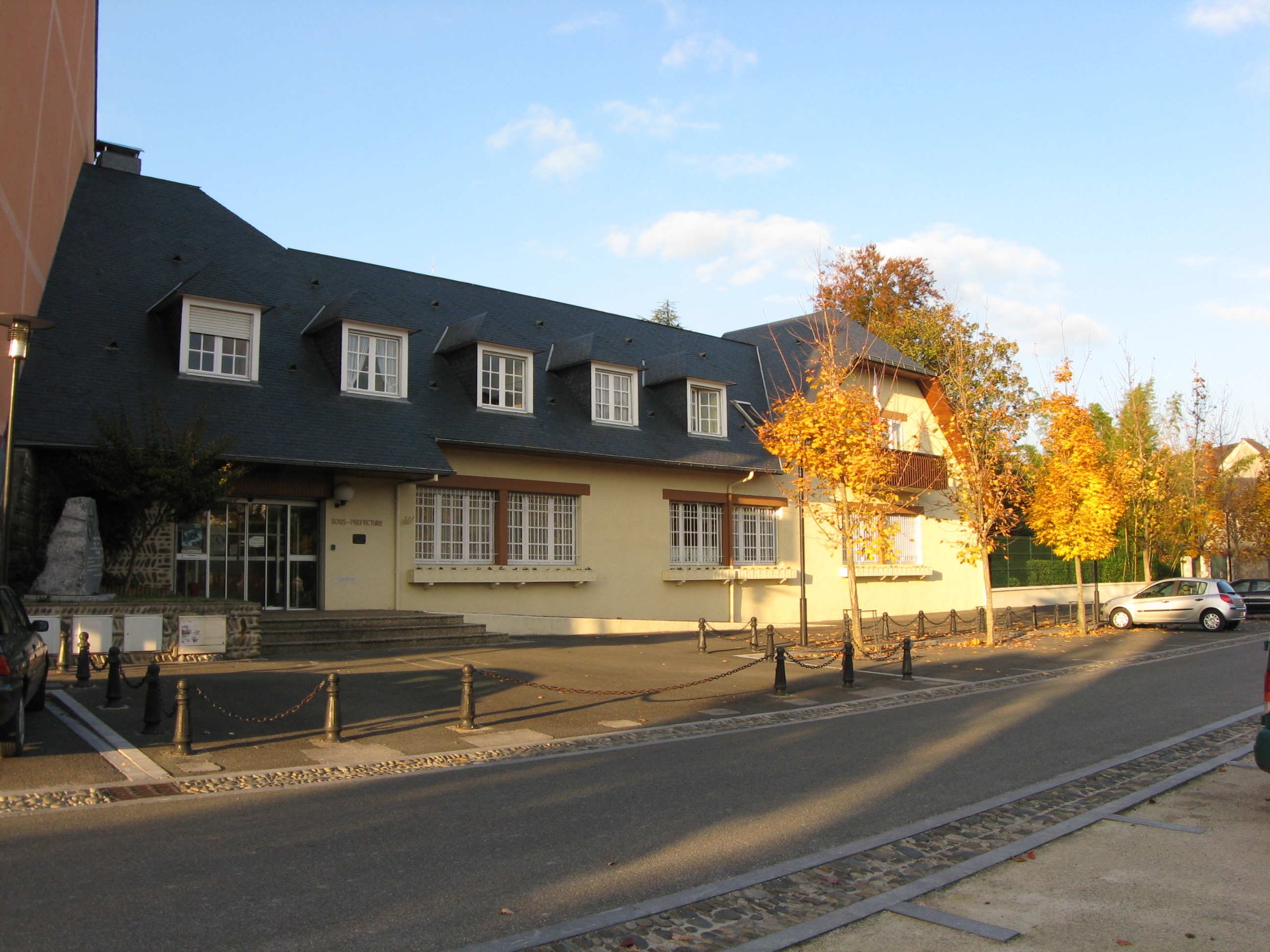
奥洛龙-圣玛丽副省政府

### 市政内阁
奥洛龙-圣玛丽的现任市长为贝尔纳·于蒂里（Bernard UTHURRY），他是一名左翼无党派人士，在2020年的市政选举中获得了43.42%的支持率。
| 奥洛龙-圣玛丽历届市长 | 奥洛龙-圣玛丽历届市长              | 奥洛龙-圣玛丽历届市长            |
| 任期                  | 市长                               | 党派                             |
| --------------------- | ---------------------------------- | -------------------------------- |
| 1944年－1949年        | Jean MENDIONDOU 让·芒迪翁杜        | RAD激进党                        |
| 1949年－1956年        | Paul DABADIE 保罗·达巴迪           | 不详                             |
| 1956年－1959年        | François PATIE 弗朗索瓦·帕蒂       | 不详                             |
| 1959年－1965年        | Albert RIOUX 阿尔贝·里乌           | 不详                             |
| 1965年－1977年        | Guy ÉBRARD 居伊·埃布拉尔           | RAD激进党                        |
| 1977年－1983年        | Henri LACLAU 亨利·拉克洛           | PS社会党                         |
| 1983年－2001年        | Raymond DIESTE 雷蒙·迪斯特         | PS社会党                         |
| 2001年－2008年        | Hervé LUCBÉREILH 埃尔韦·吕克贝雷伊 | RPR保衛共和聯盟 →UMP人民运动联盟 |
| 2008年－2014年        | Bernard UTHURRY 贝尔纳·于蒂里      | PS社会党                         |
| 2014年－2020年        | Hervé LUCBÉREILH 埃尔韦·吕克贝雷伊 | CNIP全国独立人士与农民中心       |
| 2020年－              | Bernard UTHURRY 贝尔纳·于蒂里      | DVG左翼无党派人士                |

### 各级选举
| 奥洛龙-圣玛丽历届投票选举结果 | 奥洛龙-圣玛丽历届投票选举结果 | 奥洛龙-圣玛丽历届投票选举结果 | 奥洛龙-圣玛丽历届投票选举结果 | 奥洛龙-圣玛丽历届投票选举结果    | 奥洛龙-圣玛丽历届投票选举结果 | 奥洛龙-圣玛丽历届投票选举结果 | 奥洛龙-圣玛丽历届投票选举结果    | 奥洛龙-圣玛丽历届投票选举结果 | 奥洛龙-圣玛丽历届投票选举结果 |
| 选举项目                      | 选举范围                      | 选区单位                      | 选举结果                      | 选举结果                         | 选举结果                      | 选举结果                      | 选举结果                         | 选举结果                      | 参考资料                      |
| 选举项目                      | 选举范围                      | 选区单位                      | 第一轮胜出者                  | 第一轮胜出者                     | 支持率                        | 第二轮胜出者                  | 第二轮胜出者                     | 支持率                        | 参考资料                      |
| ----------------------------- | ----------------------------- | ----------------------------- | ----------------------------- | -------------------------------- | ----------------------------- | ----------------------------- | -------------------------------- | ----------------------------- | ----------------------------- |
| 2017年法國總統選舉            | 法國                          | 市镇                          |                               | 让-吕克·梅朗雄                   | 27.54%                        |                               | 埃马纽埃尔·马克龙                | 74.52%                        | [ 29 ]                        |
| 2017年法国立法选举            | 大西洋比利牛斯省第四选区      | 市镇                          |                               | 贝尔纳·于蒂里                    | 25.54%                        |                               | 让·拉萨勒                        | 53.05%                        | [ 29 ]                        |
| 2019年欧洲议会选举            | 法國                          | 市镇                          |                               | 纳塔莉·卢瓦索                    | 18.83%                        | （不适用）                    | （不适用）                       | （不适用）                    | [ 31 ]                        |
| 2021年法国省级选举            |                               | 第一县                        |                               | 亨利·贝勒加德 玛丽-莉丝·比斯蒂埃 | 35.54%                        |                               | 亨利·贝勒加德 玛丽-莉丝·比斯蒂埃 | 55.09%                        | [ 32 ]                        |
| 2021年法国省级选举            | 第二县                        |                               | 萝尔·拉博尔德 克莱芒·萨尔瓦   | 53.22%                           |                               | 萝尔·拉博尔德 克莱芒·萨尔瓦   | 42.22%                           |                               | [ 32 ]                        |
| 2021年法国大区选举            |                               | 市镇                          |                               | 阿兰·鲁塞                        | 37.15%                        |                               | 阿兰·鲁塞                        | 51.27%                        | [ 33 ]                        |
| 2022年法国总统选举            | 法國                          | 市镇                          |                               | 让-吕克·梅朗雄                   | 24.28%                        |                               | 埃马纽埃尔·马克龙                | 59.98%                        | [ 29 ]                        |

## 人口
2019年，奥洛龙-圣玛丽市镇人口数量为10,594，在法国排名第940位。其中男性4,901人，女性5,693人，75岁及以上人口占14%，外籍人口数量为474人，人口密度为155人/平方公里，当地居民被称为（男性）或（女性）。2020年，奥洛龙-圣玛丽境内出生63人，死亡人口203人。
| 奥洛龙-圣玛丽1901年－2019年人口变化情况 |
|                                         |
| 数据来源：Cassini、INSEE                |

## 经济

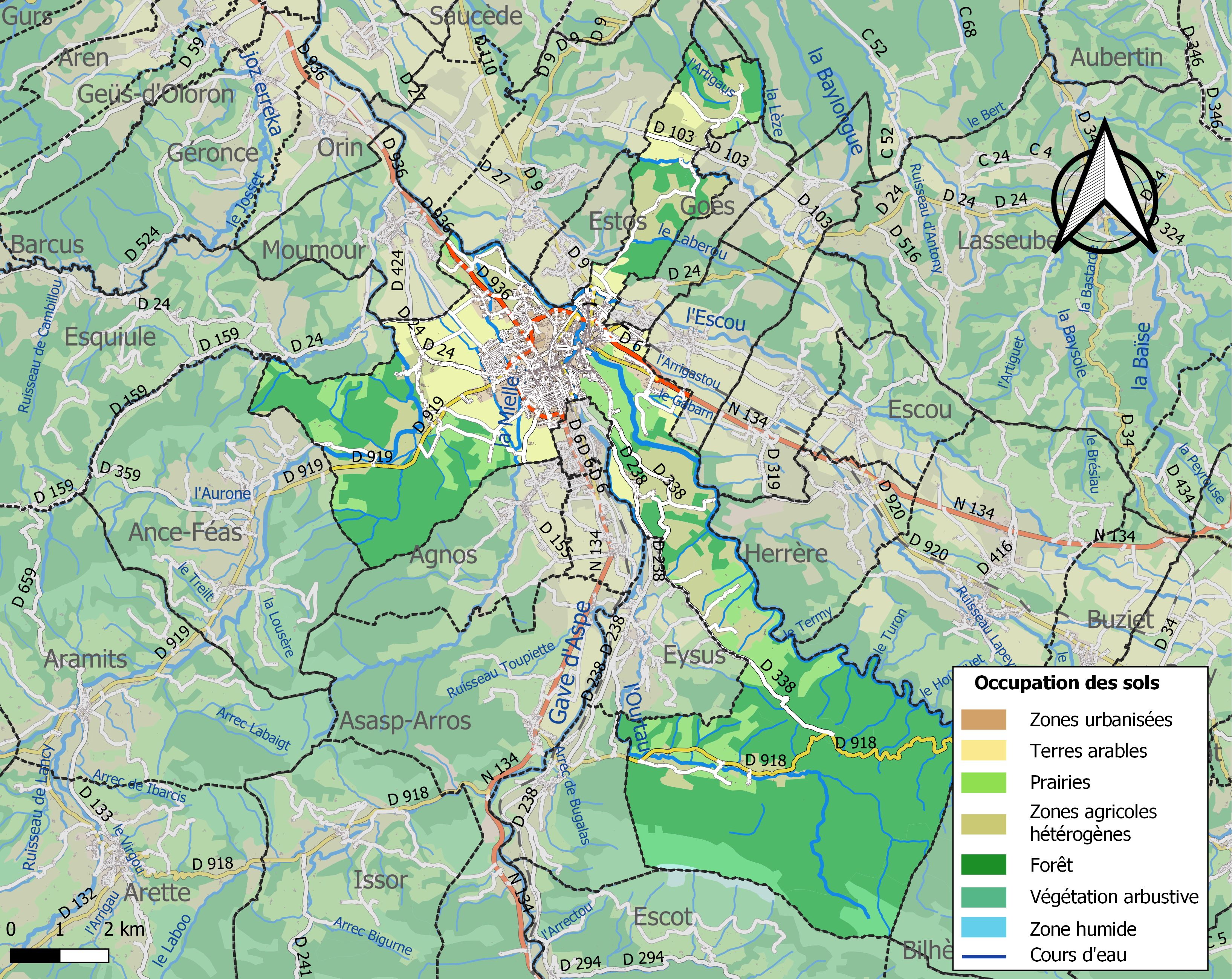
奥洛龙-圣玛丽土地利用情况地图

奥洛龙-圣玛丽是一个区域性的中心城市。截止2022年4月，奥洛龙-圣玛丽市镇范围内共有各类用人单位（包含自雇）1,898家，平均历史为17年，其中99.38%为中小型企业（PME）。（大型零售）、（大型零售）及（服装生产）是当地2020年营业额最高的三个企业，分别为73,026,180欧元、17,926,369欧元和3,199,982欧元。

## 财政与居民收入
2020年，奥洛龙-圣玛丽的财政收入总额为13,183,700欧元，财政支出总额为11,629,200欧元，当年的债务总额为12,244,100欧元。2021年，奥洛龙-圣玛丽共获得768,693欧元的国家财政补助，比上一年减少了3.4%。
2019年，奥洛龙-圣玛丽的人均月收入总额为2,014欧元，其中高级职员为3,424欧元，低于法国平均水平（4,230欧元）；中级职员为2,404欧元，低于法国平均水平（2,411欧元）；普通职员为1,634欧元，亦低于法国平均水平（1,740欧元）。
2018年，奥洛龙-圣玛丽境内的青壮年（15至64岁）失业率为16.8%，当地45.9%的家庭拥有纳税资格，平均纳税1,803欧元，低于法国平均水平（3,910欧元）。

## 社会事务

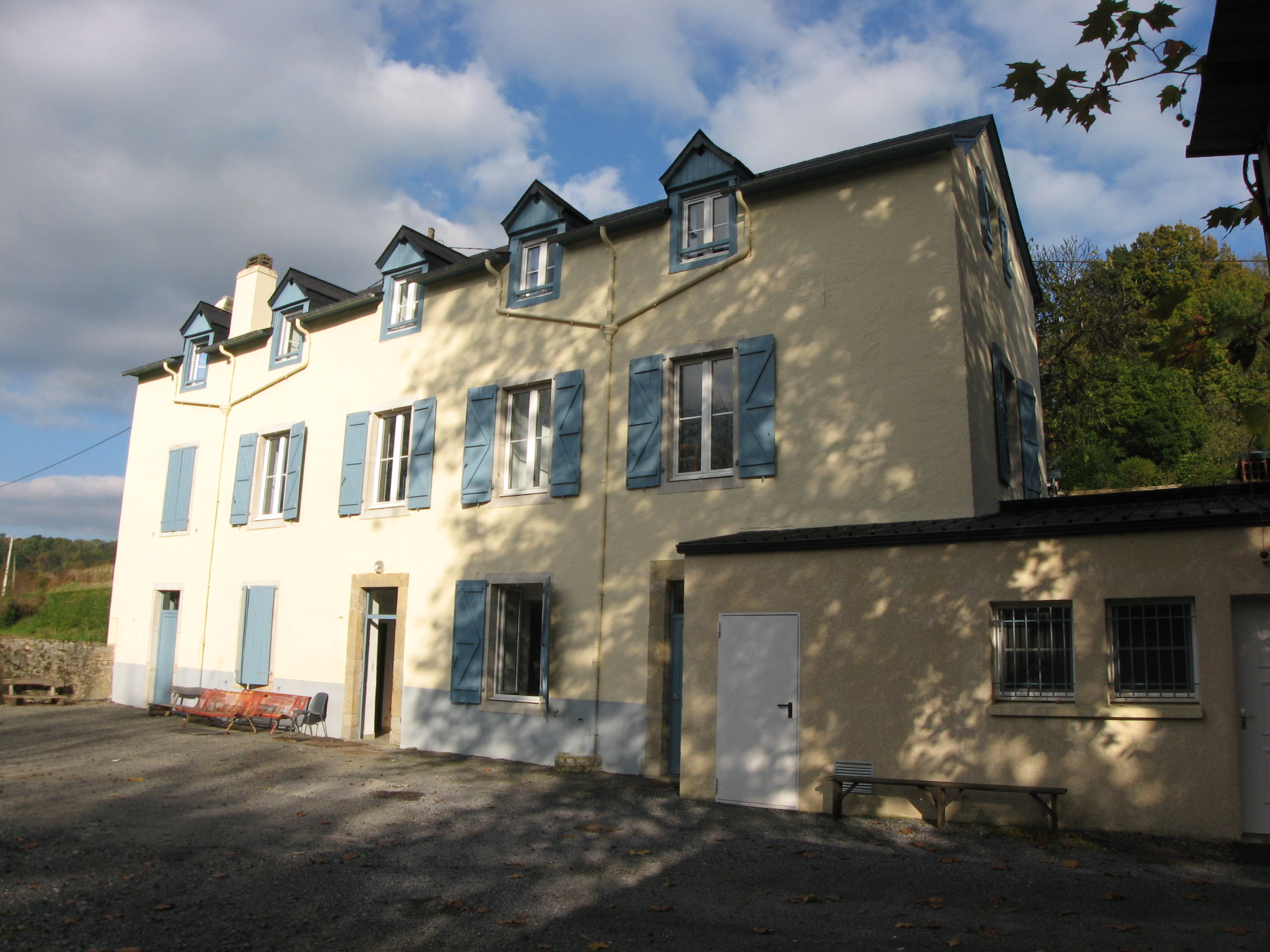
奥洛龙-圣玛丽的一所学校

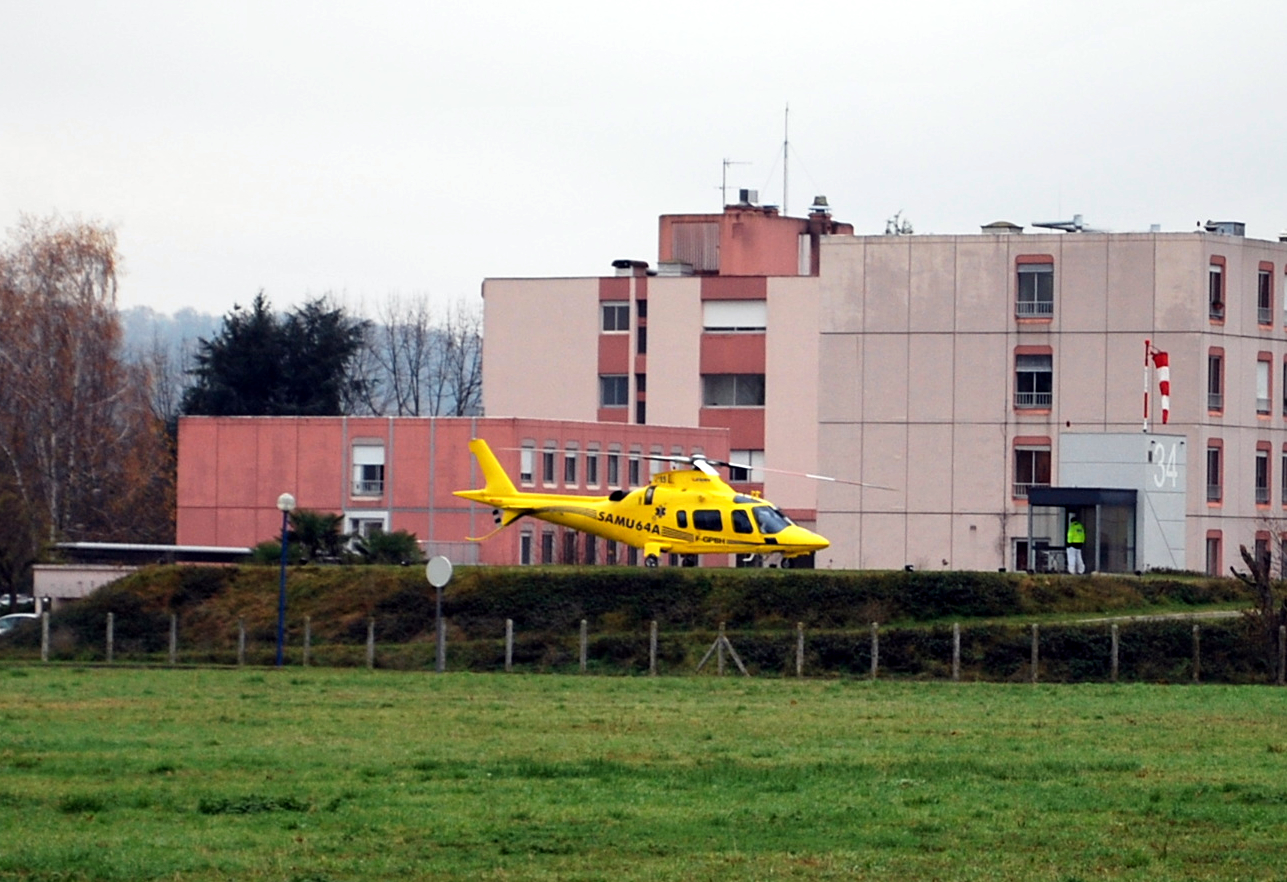
奥洛龙-圣玛丽综合中心医院的救援直升机

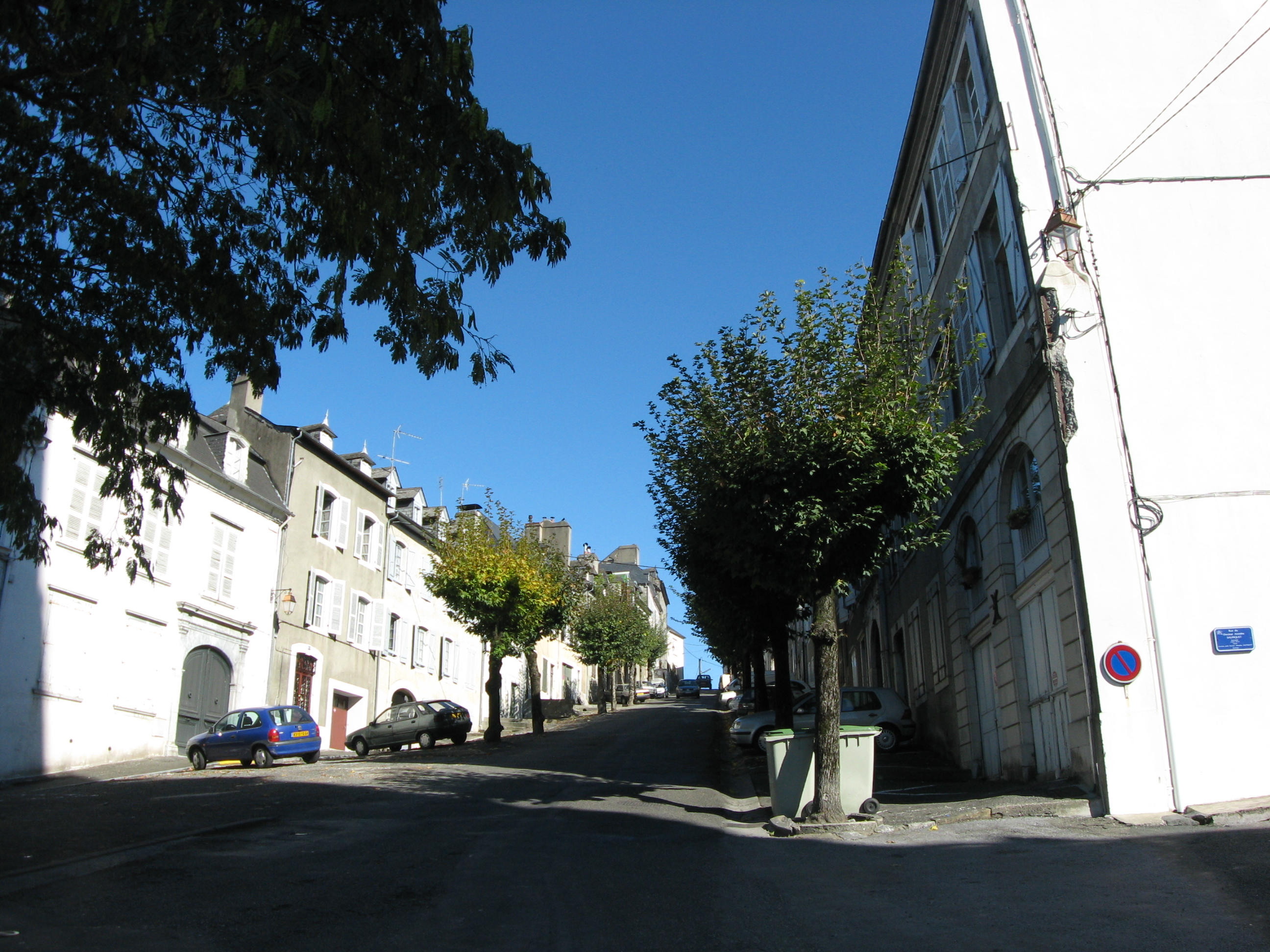
马尔卡代街

### 教育
奥洛龙-圣玛丽属于波尔多学区。截止2020年1月1日，奥洛龙-圣玛丽境内共有2所幼儿园、7所小学、3所初级中学、2所普通高中、1所农业高中和2所职业高中。2018至2019学年度，奥洛龙-圣玛丽境内共有在校中等教育阶段学生1,769名。

### 医疗
截止2020年1月1日，奥洛龙-圣玛丽境内共有全科医生21名、保健师40名、牙医10名、护士38名、耳科医生1名、眼科医生2名、助产士3名和妇科医生1名。境内共有药房6家、养老院5家、残疾人帮扶中心5家。
奥洛龙-圣玛丽综合中心医院（Centre Hospitalier Général d'Oloron-Sainte-Marie）是法国的一个区域性医疗机构，其主病区位于奥洛龙-圣玛丽市区，设有床位184个，是当地规模最大的公立综合性医院。

### 住房
2018年，奥洛龙-圣玛丽境内共有各类住房6,769套，其中46.5%为独立式居民区，51.8%为集中式居民区。常住房屋占奥洛龙-圣玛丽市镇范围内居民建筑总量的81.3%。
在住房保障政策方面，2020年，奥洛龙-圣玛丽境内共有1,536户家庭获得了住房经济补助，受益人数占总人口数量的14.5%，其中1,478份为房租补助。

### 商业
2019年，奥洛龙-圣玛丽境内共有各类实体商铺394家，其中餐厅47家、大型超市5家、杂货店6家、面包房11家、肉铺9家、书店6家、装饰品店8家、银行门店14家、美容美发店33家、汽车维修店29家。市区南部建有Intermarché和Lidl大型购物商场。

### 体育
2020年，奥洛龙-圣玛丽境内共有1家游泳池、3间体育馆、2座综合体育场、13处网球场、3处足球或橄榄球场以及5处篮球或排球场。
橄榄球是奥洛龙-圣玛丽所在的法国西南部地区的主要流行团体体育项目，奥洛龙人橄榄球俱乐部成立于1908年，其主队2021至2022赛季参加法国全国橄榄球甲组联赛（法国第四级别），其主场圣佩球场（Stade de Saint-Pée）位于市区西部，是当地主要的体育设施。
截至2022年4月，奥洛龙贝阿恩足球俱乐部（FC Oloron Béarn，编号582370）是当地唯一的注册足球俱乐部，其主队2021至2022赛季参加大西洋比利牛斯省足球联赛甲组（法国第九级别）。

### 环境
奥洛龙-圣玛丽的环境事务由其所属的上贝阿恩市镇公共社区负责。2019年，奥洛龙-圣玛丽境内共有3家污染企业。

### 治安
奥洛龙-圣玛丽所在地是同名宪兵队（zone gendarmerie d'Oloron-Sainte-Marie）的管辖范围。2020年，该宪兵队辖区内共98个市镇累计发生各类案件1,267起，其中盗窃类案件557起，经济类案件228起，毒品交易类案件62起。

## 文化
2020年，奥洛龙-圣玛丽境内共有1家剧场和1家电影院。上贝阿恩市镇公共社区在奥洛龙-圣玛丽建有“河流多媒体中心”（Médiathèque Des Gaves），每周二、三、四、五、六向公众开放。

### 建筑
奥洛龙-圣玛丽境内有多处历史建筑，其中奥洛龙圣十字教堂、奥洛龙圣玛丽大教堂等为法国国家文物保护单位。

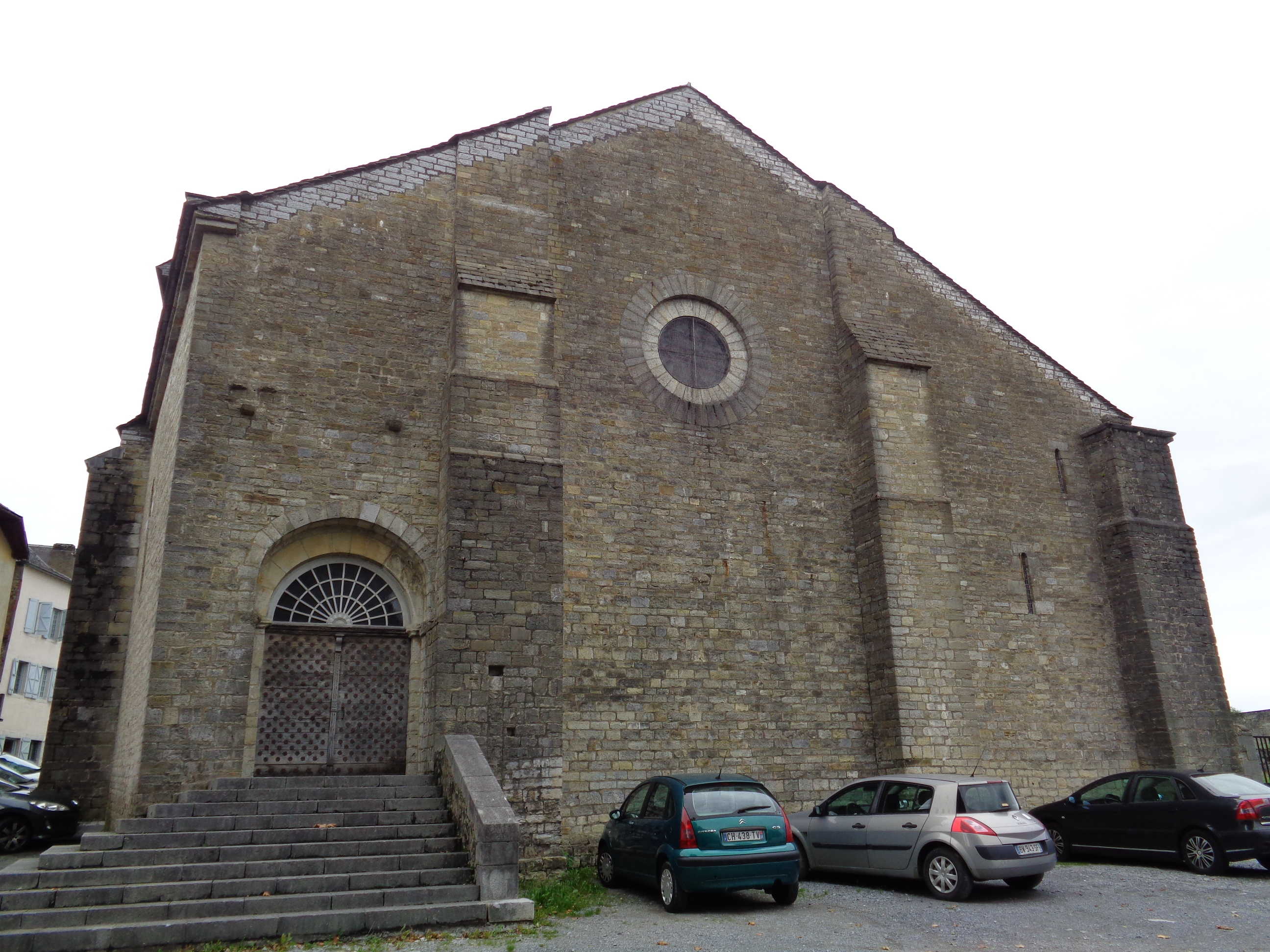
圣十字教堂（法语：Église Sainte-Croix d'Oloron）
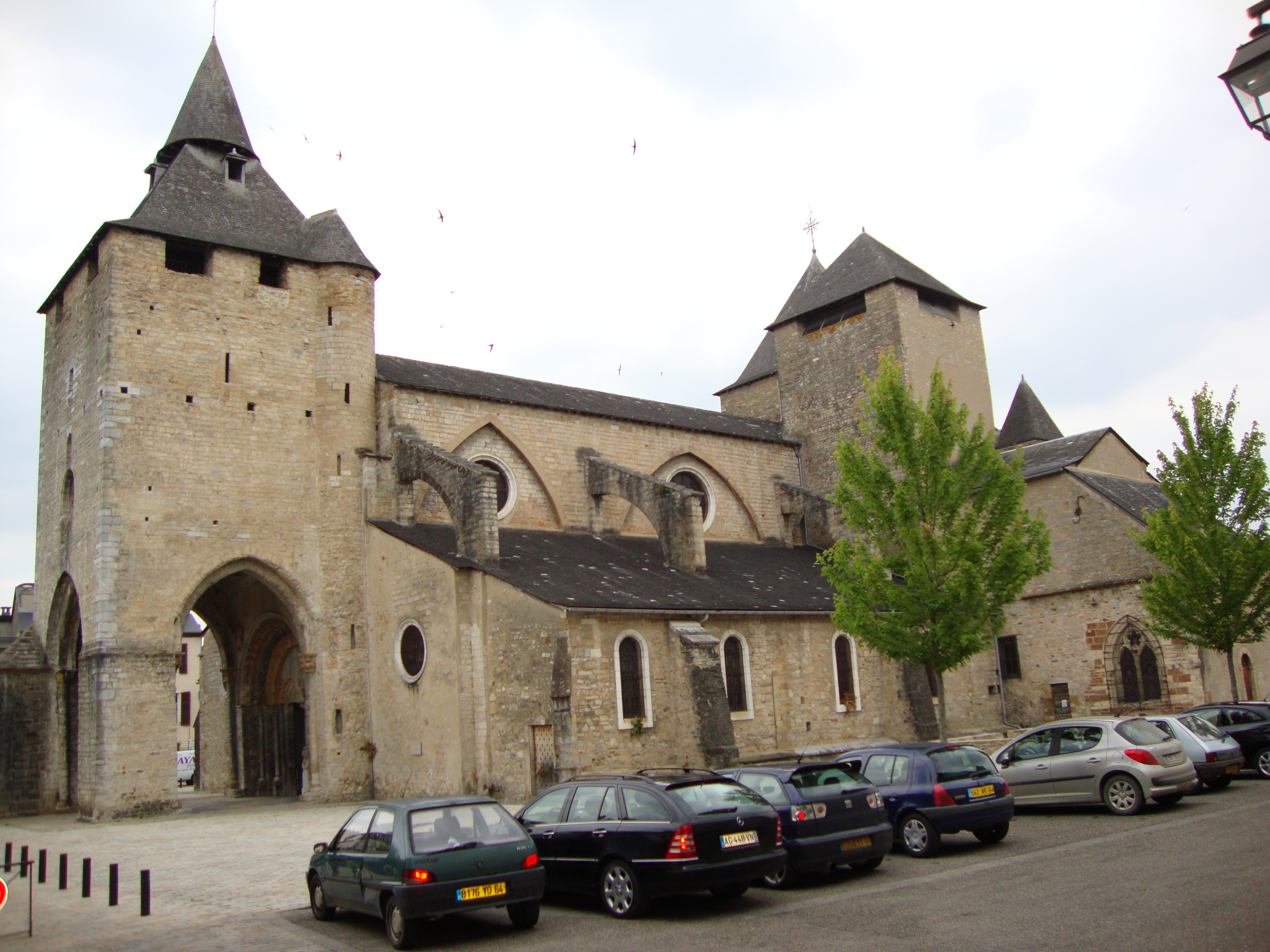
奥洛龙圣玛丽大教堂（法语：Cathédrale Sainte-Marie d'Oloron）
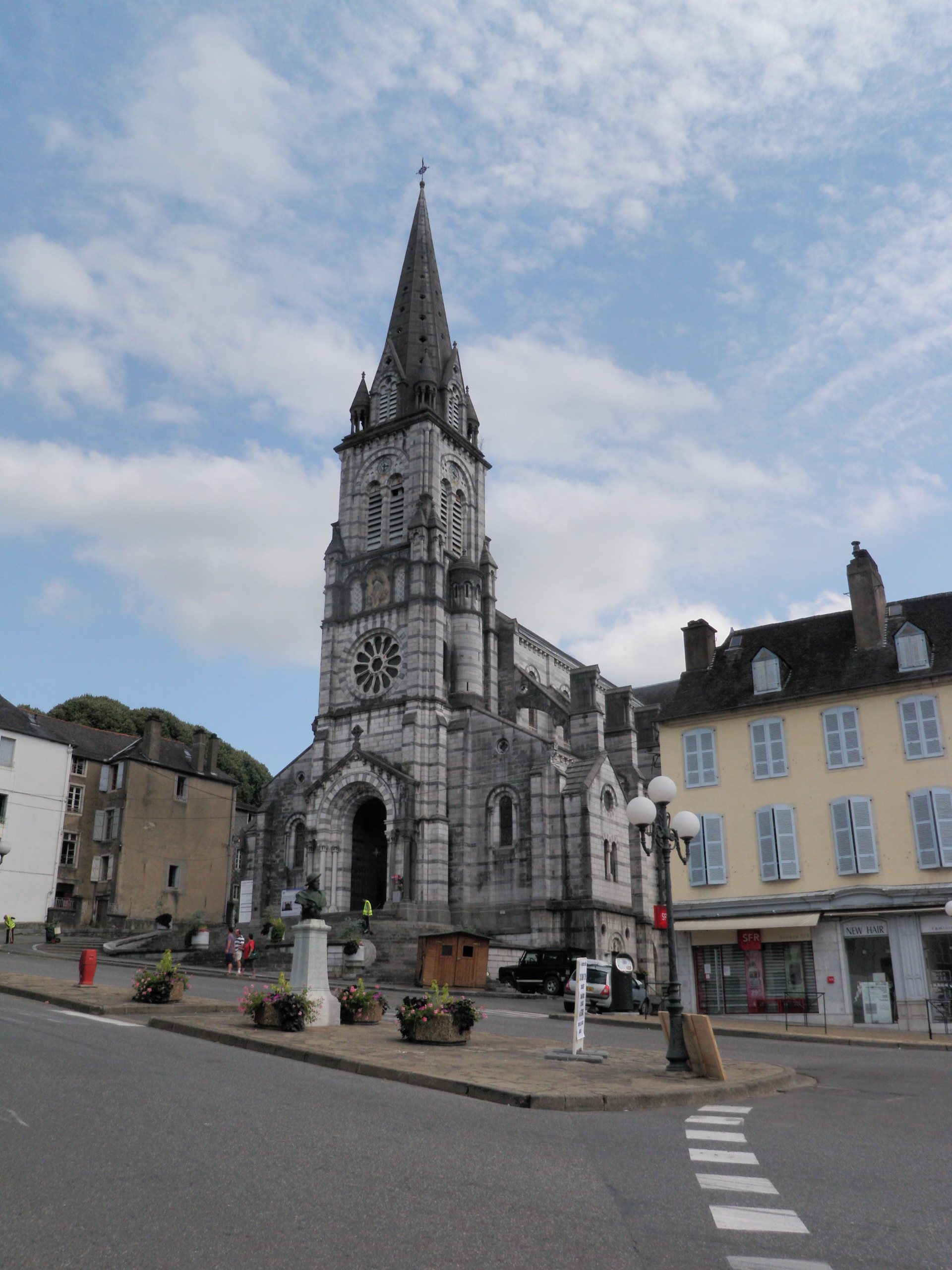
圣母教堂（法语：Église Notre-Dame d'Oloron-Sainte-Marie）
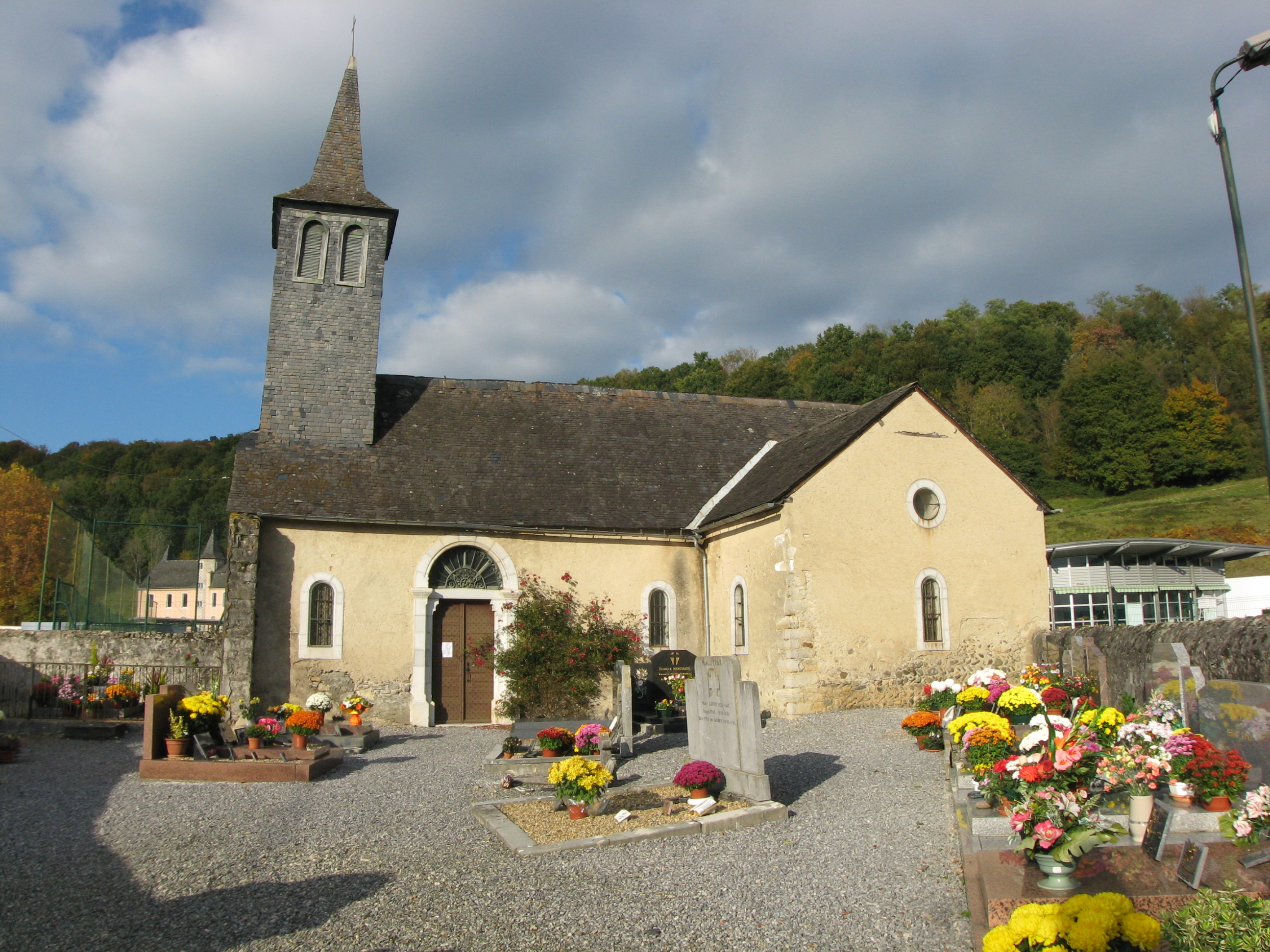
索埃什教堂
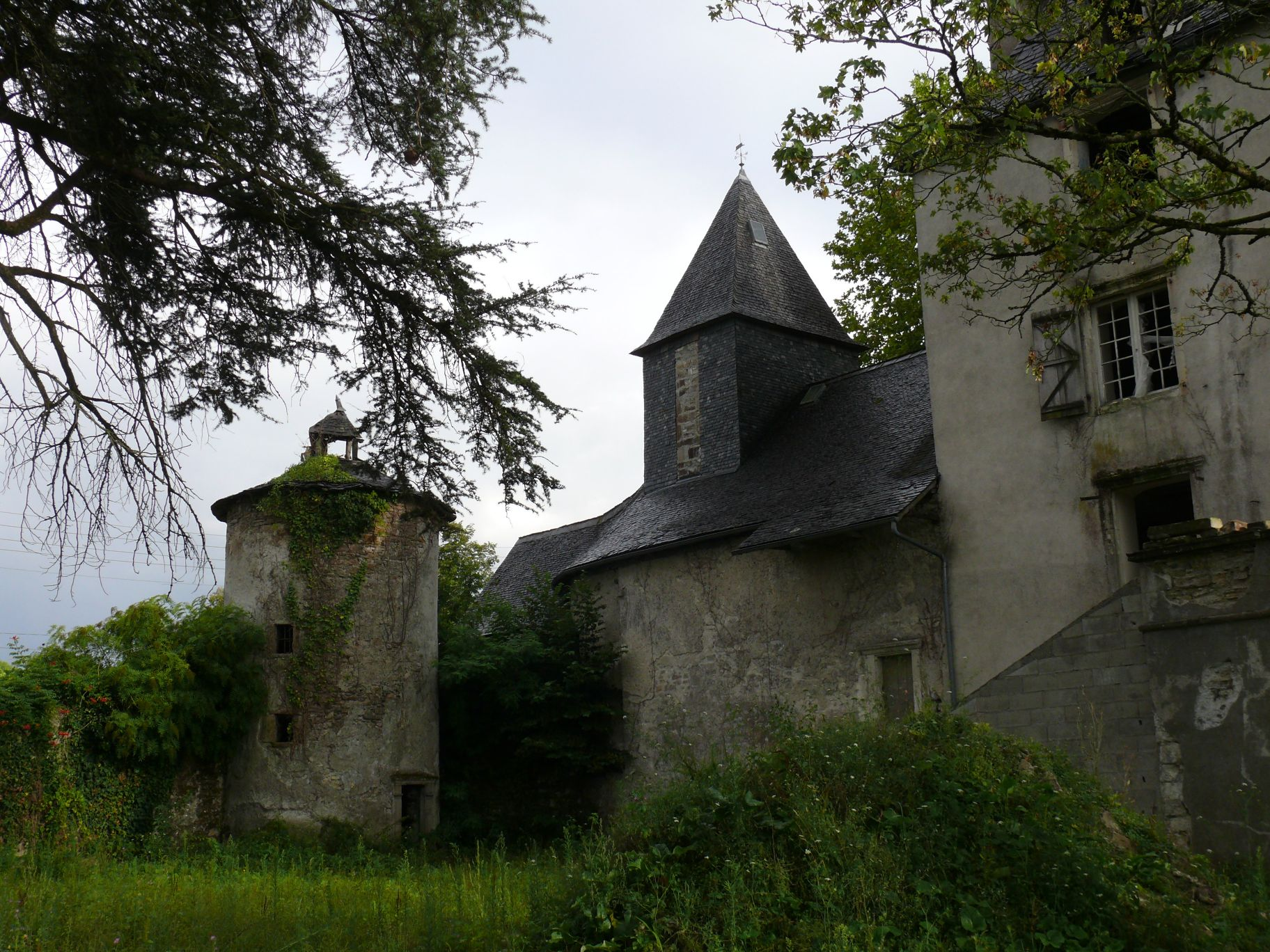
莱居尼翁城堡
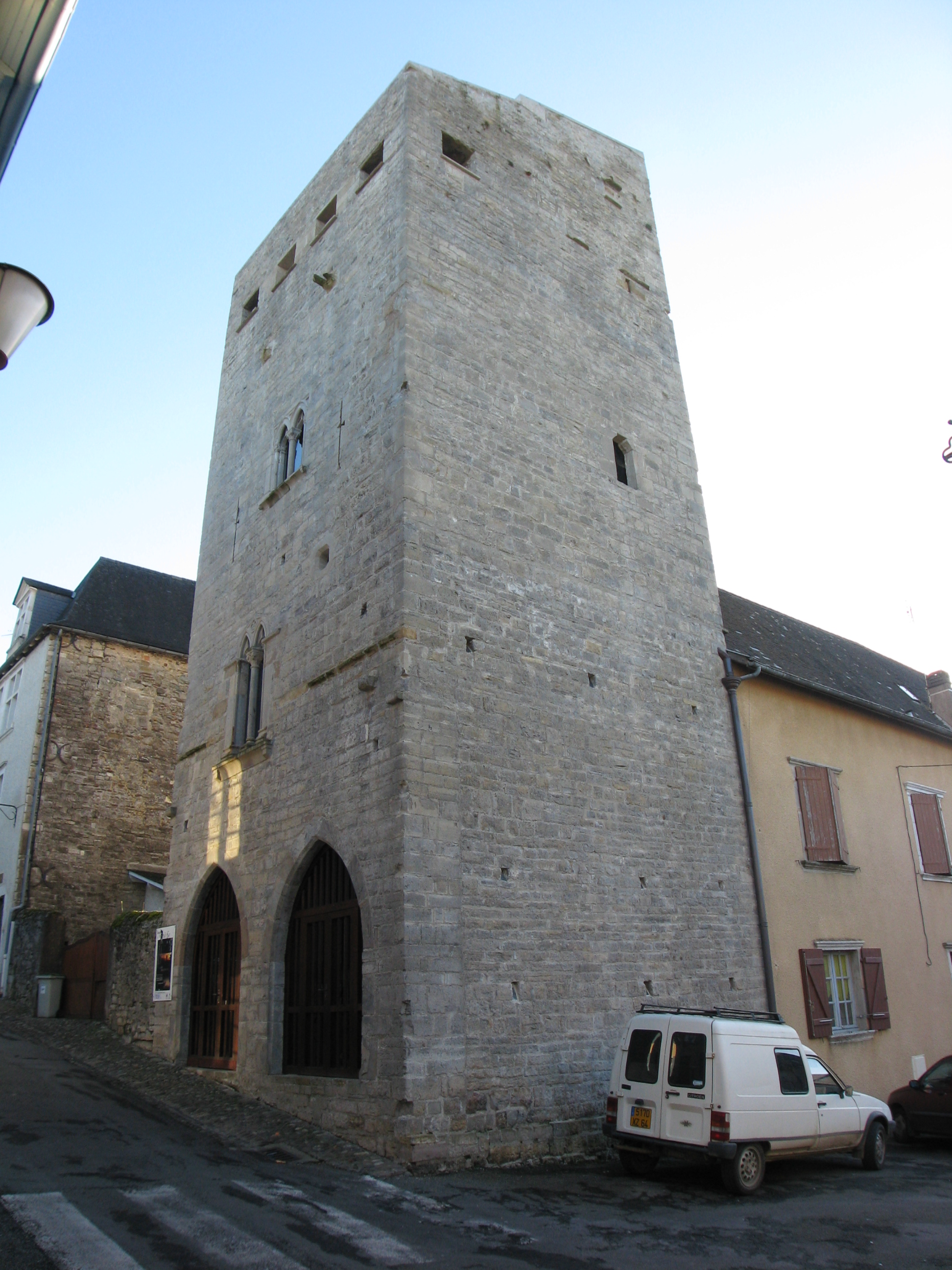
格雷德塔
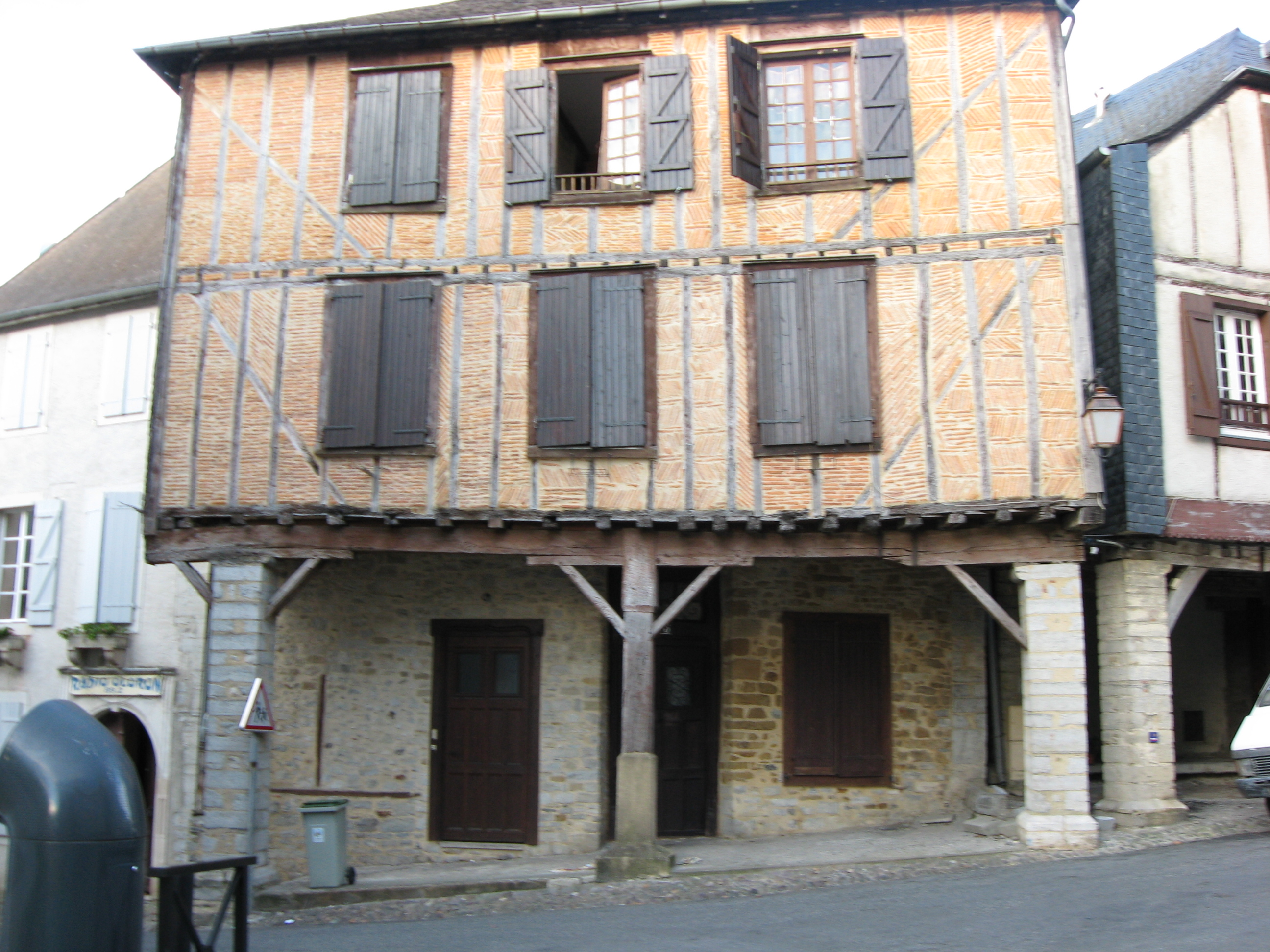
传统木屋

### 旅游
奥洛龙-圣玛丽的旅游事务由其所属的上贝阿恩市镇公共社区负责。2021年，奥洛龙-圣玛丽境内共有5家酒店共计105间房间；另有1个露营地，可容纳共120辆露营车。

### 媒体
法国主要的媒体均可在奥洛龙-圣玛丽接收，法国电视三台下属的新阿基坦大区频道在部分时段播出奥洛龙-圣玛丽所属区域的地方新闻。《西南报》、《比利牛斯共和国报》、蓝色法兰西贝阿恩-比戈尔广播等是当地主要的地方性媒体。

## 相关人物
大仲马小说《三个火枪手》当中的原型人物让-阿尔芒·迪佩雷尔以及法国政治家路易·巴尔杜、化学家安托万·热尔曼·拉巴拉克、文学家雅克·迪索尔和橄榄球运动员卡米耶·洛佩出生于奥洛龙-圣玛丽。

## 友好城市
截至2022年4月，奥洛龙-圣玛丽共与一座城市互为友好城市关系：
- 西班牙 哈卡